# Steven Depiero
Steven Depiero, né le 24 janvier 1970 à Orillia, est un arbitre canadien de soccer. Il est arbitre depuis 1996, est international de 2002 à 2010. Il officie dans les championnats canadien et américain. 

## Carrière
Il a officié dans des compétitions majeures : 
- Coupe du monde de football des moins de 20 ans 2007 (1 match)
- Tournoi de Toulon 2008
- Trophée des champions 2009